# Њу Мјуник (Минесота)
Њу Мјуник (енгл. New Munich) град је у америчкој савезној држави Минесота.

## Демографија
По попису из 2010. године број становника је 320, што је 32 (-9,1%) становника мање него 2000. године.
| Група             | 2000.       | 2010.        |
| Белци             | 347 (98,6%) | 320 (100,0%) |
| Афроамериканци    | 0 (0,0%)    | 0 (0,0%)     |
| Азијати           | 0 (0,0%)    | 0 (0,0%)     |
| Хиспаноамериканци | 2 (0,6%)    | 0 (0,0%)     |
| Укупно            | 352         | 320          |